# 米村天心
米村 天心（よねむら てんしん、1946年12月16日 - 2016年6月20日）は、秋田県鹿角郡花輪町（現在の鹿角市）出身の高島部屋所属の元大相撲力士、元プロレスラー。大相撲時代の四股名は高昇 紀彰（たかのぼり としあき）で最高位は幕下75枚目。本名、米村勉（よねむら つとむ）。

## 来歴
高島部屋に入門して米村の四股名で1962年9月場所初土俵、その後四股名を鹿角山（かづのやま）、高昇（たかのぼり）と改め幕下まで昇進したが、伸び悩み1969年1月場所限りで廃業となった。
大相撲廃業後は、金子武雄が経営するボディビル・ジムでトレーナーをしていたが1972年に金子の勧めで国際プロレスに入団。国際プロレス崩壊後は、マイティ井上とともに全日本プロレスに移籍した。ほどなく、妻の実家である福島県会津若松市で「ちゃんこ料理屋 やぐら太鼓」を経営し、全日本プロレスでは会津若松市などの会津地方遠征時のみレスラーとして活躍、後年は会津で興行を行っていたインディー団体にもスポット参戦していた。八角部屋所属の元力士・朱雀太（すざく ふとし）は長男。父の死後に現役を引退し、「やぐら太鼓」の経営を引き継いだ。
2016年6月20日に死去していたことが明らかになった。69歳没。

## 通算成績
- 生涯成績：117勝128敗21休（39場所）
- 三段目優勝：1回（1966年3月場所）

### 場所別成績
| | 一月場所 初場所（東京）   | 三月場所 春場所（大阪）   | 五月場所 夏場所（東京） | 七月場所 名古屋場所（愛知） | 九月場所 秋場所（東京） | 十一月場所 九州場所（福岡） |
| --- | ------------------------- | ------------------------- | ----------------------- | --------------------------- | ----------------------- | --------------------------- |
| 1962年 （昭和37年） | x                         | x                         | x                       | x                           | （前相撲）              | 西序ノ口16枚目 1–6          |
| 1963年 （昭和38年） | 東序ノ口6枚目 3–4         | 東序二段102枚目 4–3       | 東序二段61枚目 3–4      | 東序二段68枚目 3–4          | 東序二段81枚目 4–3      | 東序二段40枚目 2–5          |
| 1964年 （昭和39年） | 東序二段62枚目 3–4        | 西序二段71枚目 4–3        | 西序二段56枚目 5–2      | 東序二段5枚目 4–3           | 西三段目78枚目 3–4      | 西三段目90枚目 4–3          |
| 1965年 （昭和40年） | 西三段目74枚目 4–3        | 西三段目56枚目 4–3        | 西三段目39枚目 3–4      | 東三段目54枚目 2–5          | 東三段目74枚目 4–3      | 東三段目51枚目 4–3          |
| 1966年 （昭和41年） | 東三段目39枚目 1–6        | 東三段目70枚目 優勝 7–0   | 西幕下75枚目 1–6        | 東三段目6枚目 2–5           | 東三段目29枚目 5–2      | 西幕下96枚目 3–4            |
| 1967年 （昭和42年） | 東三段目6枚目 3–4         | 西三段目17枚目 休場 0–0–7 | 東序二段13枚目 5–2      | 西三段目64枚目 2–5          | 東三段目91枚目 3–4      | 東序二段2枚目 5–2           |
| 1968年 （昭和43年） | 西三段目70枚目 3–4        | 東三段目75枚目 4–3        | 東三段目55枚目 3–4      | 東三段目60枚目 3–4          | 西三段目73枚目 3–4      | 西三段目77枚目 休場 0–0–7   |
| 1969年 （昭和44年） | 西序二段14枚目 引退 0–0–7 | x                         | x                       | x                           | x                       | x                           |
| 各欄の数字は、「勝ち-負け-休場」を示す。 優勝 引退 休場 十両 幕下 三賞：敢=敢闘賞、殊=殊勲賞、技=技能賞 その他：★=金星 番付階級：幕内 - 十両 - 幕下 - 三段目 - 序二段 - 序ノ口 幕内序列：横綱 - 大関 - 関脇 - 小結 - 前頭（「#数字」は各位内の序列） |                           |                           |                         |                             |                         |                             |

## 得意技（プロレス）
- ベアハッグ

ボディビル経験を活かした怪力技。
- ケブラドーラ・コンヒーロ

マッハ隼人から伝授されたルチャリブレの大技。

## 出演
映画
- 空手バカ一代 （1977年、東映） - ザ・ミステリーマン